# Cruzando el Charco
Cruzando el Charco es un grupo de rock de la ciudad de La Plata, Argentina.

## Historia
Cruzando el Charco nació en 2012 en la ciudad de La Plata, buscando amalgamar diferentes estilos musicales y fusionando el rock con candombe, la cumbia, el reggae, el pop y el funk.
En ese mismo año la banda sacó su primer trabajo discográfico “Perdonar”, un disco con 10 canciones grabado en los estudios de Argot por Matías González Acuña. La banda se presentó por primera vez en vivo el 28 de julio del mismo año en el Centro Cultural Favero. Durante ese año tocó en varios lugares como El Rincón de los Amigos y en bares de la ciudad de La Plata y Chascomús.
En 2013 grabó un segundo material titulado “Renacer”, un EP con 4 canciones mezclado y masterizado por Juan Manuel Ponce de León. En ese mismo año la banda salió por primera vez de la provincia para ir a Máximo Paz, provincia de Santa Fe, donde brindó varios conciertos en diferentes ocasiones.
En enero de 2014 realizaron su primera gira por la Costa Atlántica Argentina, llevando sus canciones a Villa Gesell, Pinamar, San Bernardo del Tuyú, Mar de Ajó, Mar del Plata y Necochea, entre otras. Una vez terminada la gira de verano, comenzaron a preproducir su segundo disco de estudio “Desde Adentro” con el productor Sebastián Perkal. 
Este nuevo trabajo, que fue publicado el 25 de octubre, tuvo varios meses de preproducción, grabación, mezcla y masterización. Participaron del mismo amigos y músicos invitados de bandas como Bersuit Vergarabat, Guasones, Estelares, Nonpalidece, Dancing Mood y Andando Descalzo. Ese mismo año la banda presentó el disco en El Estudio Bar a sala llena.
En 2015 la banda festejó sus 3 años con un show realizado en El Teatro sala Opera de La Plata a sala llena. El 2016 fue un año consagratorio para Cruzando el Charco: dos Teatro Opera agotados, dos Trastiendas Samsung de Capital Federal repletos, shows en Córdoba, Rosario, Santa Fe y otras ciudades del interior del país. La banda luego grabó su tercer disco "A Mil" en los estudios de Romaphonic por Martin Pomares, bajo la producción de Pepe Céspedes y Juan Bruno.
El disco se publicó en febrero de 2017 y fue presentado en vivo en abril en el microestadio Atenas de la ciudad de La Plata y en mayo en el Teatro Vorterix de Capital Federal. En la segunda mitad del año empieza la gira “A Mil”, presentándose en varias partes del país por primera vez en lugares como Neuquén, Bahía Blanca, Tandil, San Isidro, Quilmes y culminando en el Music Box de Montevideo, Uruguay. 
Ese mismo año participaron en la grabación del disco “Ya me estoy volviendo canción” por los 30 años de FM En Tránsito juntos a grandes bandas de Argentina y Latinoamérica. En diciembre abrieron el show de No Te Va Gustar en el estacionamiento del Estadio Único ante una audiencia de 20 mil personas.
En 2018 la banda llegó nuevamente al Microestadio Atenas con una puesta de escena innovadora. El resto del año se presentaron nuevamente en varias provincias y nuevos lugares como Vorterix de Rosario, La Trastienda de Montevideo, y en diferentes festivales como Baradero Rock y el Festival Emergente de la provincia de Buenos Aires en el Estadio Único de la ciudad de La Plata.
En febrero de 2019 graban su cuarto disco titulado “Lo Que Somos”, grabado en Romaphonic bajo la producción de Gastón Baremberg y Diego Olivero. En mayo formaron parte del Festival Nuestro en Tecnópolis junto a grandes bandas de Latinoamérica. La gira de presentación del disco los llevó a recorrer nuevamente diferentes puntos del país y Uruguay.
En 2021 lanzan nuevos sencillos, incluyendo uno con la colaboración de Coti.
En 2022 se presentaron por primera vez en el Cosquín Rock, uno de los festivales de rock más importantes de Latinoamérica.
En 2024, lanzan su sexto disco de estudio, “Esencia”. Cuenta con importantes colaboraciones junto con Gustavo Cordera, Chano, Nahuel Pennisi, Facundo Soto y La K’onga. Tiene un sonido de rock barrial con algunas baladas de rock y el regreso a ritmos populares como en sus inicios, con una cumbia y un cuarteto.

## Personal

### Miembros actuales
- Francisco Lago: voz
- Nahuel Piscitelli: guitarra, programación y coros.
- Ignacio Marchesotti: percusión.
- Matías Perroni: batería.
- Juan Matías Menchón: bajo.

### Miembros pasados
- Sebastián Pérez: piano y teclados.
- Juan Martin Candau: guitarra y coros.

## Discografía

### Álbumes de estudio
- 2012: Perdonar
- 2014: Desde adentro
- 2017: A mil
- 2019: Lo que somos
- 2022: Cicatrices
- 2024: Esencia

### Álbumes en vivo
- 2023: Hasta la luna (en vivo Luna Park)
- 2025: Esencia en vivo

### EP
- 2013: Renacer

### Sencillos
- 2013: "Libertad"
- 2016: "Terminales"
- 2018: "Puede Ser"
- 2019: "Soy"
- 2020: "Montaña Rusa Emocional"
- 2020: "El Trato" (con videoclip que participan con actores invitados Nati Jota y Juan Marconi)
- 2021: "Para Mucho Más"
- 2021: "Coleccionando Cicatrices"
- 2023: "33"
- 2023: "Roto"
- 2024: "Nada nace"